# Динамо (Луганськ)
Футбольний клуб «Динамо» — радянський та український футбольний клуб, який представляв місто Луганськ. Існував з 1930 по 1995 роки.

## Історія
Команду було створено у 1930 році. Вона виступала в нижчих лігах чемпіонатів СРСР.
Найкраще досягнення в першостях України — 3 місце у другій лізі в сезоні 1994-95.
Влітку 1995 року команда об'єдналася з маріупольським «Азовцем» і припинила існування.

## Всі сезони в незалежній Україні
| Сезон   | Чемпіонат      | Чемпіонат | Чемпіонат | Чемпіонат | Чемпіонат | Чемпіонат | Чемпіонат | Чемпіонат | Кубок       | Кубок | Кубок | Кубок | Кубок | Кубок | Кубок | Примітка                                                            |
| Сезон   | Ліга           | Місце     | І         | В         | Н         | П         | М         | О         | Етап        | І     | В     | Н     | П     | М     | О     | Примітка                                                            |
| ------- | -------------- | --------- | --------- | --------- | --------- | --------- | --------- | --------- | ----------- | ----- | ----- | ----- | ----- | ----- | ----- | ------------------------------------------------------------------- |
| 1992/93 | Перехідна (D4) | 2 з 18    | 34        | 19        | 12        | 3         | 66−32     | 50        | 1/32 фіналу | 2     | 1     | 0     | 1     | 7−6   | 2     |                                                                     |
| 1993/94 | Друга (D3)     | 7 з 22    | 42        | 16        | 16        | 10        | 47−40     | 48        | 1/32 фіналу | 2     | 1     | 0     | 1     | 5−7   | 2     |                                                                     |
| 1994/95 | Друга (D3)     | 3 з 22    | 42        | 26        | 5         | 11        | 72−46     | 83        | 1/64 фіналу | 2     | 1     | 1     | 0     | 6−5   | 3     | Припинила існування внаслідок об'єднання з маріупольським «Азовцем» |
| Всього  | Перехідна (D4) | 1 сезон   | 34        | 19        | 12        | 3         | 66−32     | 50        | >3 сезони   | 6     | 3     | 1     | 2     | 18−18 | 7     |                                                                     |
| Всього  | Друга (D3)     | 2 сезони  | 84        | 42        | 21        | 21        | 119−86    | 105       |             |       |       |       |       |       |       |                                                                     |

## Рекорди
- Найбільша перемога — Друга Ліга (D3): 5:1 («Галичина» (Дрогобич), 9 жовтня 1993 року, Луганськ);
 4:0 («Медіта» (Шахтарськ), 29 червня 1994 року, Луганськ);
 5:1 («Трансімпекс-Рось» (Біла Церква), 4 червня 1995 року, Луганськ);
 5:1 («Океан» (Керч), 22 червня 1995 року, Щастя).
- Найбільша поразка — Друга Ліга (D3): 1:6 (ФК «Бориспіль» (Бориспіль), 24 квітня 1994 року, Щасливе).

- Найбільша перемога — Перехідна Ліга (D4): 7:0 («Прометей» (Дніпродзержинськ), 19 червня 1993 року, Луганськ).
- Найбільша поразка — Перехідна Ліга (D4): 0:3 («Електрон» (Ромни), 7 жовтня 1992 року, Ромни)

- Найбільша перемога — Кубок України: 4:2 д.ч. («Вагонобудівник» (Стаханов), 1 серпня 1992 року, Луганськ).
- Найбільша перемога — Кубок України: 3:6 («Сталь» (Алчевськ), 7 серпня 1993 року, Алчевськ).

## Відомі тренери
Юрій Погребняк